# Kosuke Hagino
Kosuke Hagino (en japonés: 萩野公介, Hagino Kosuke, Tochigi, 15 de agosto de 1994) es un deportista japonés que compitió en natación.
Participó en tres Juegos Olímpicos de Verano, entre los años 2012 y 2020, obteniendo en total cuatro medallas, bronce en Londres 2012, en 400 m estilos, y tres en Río de Janeiro 2016, oro en 400 m estilos, plata en 200 m estilos y bronce en 4 × 200 m libre.
Ganó tres medallas de plata en el Campeonato Mundial de Natación, en los años 2013 y 2017, dos medallas en el Campeonato Mundial de Natación en Piscina Corta de 2014 y siete medallas en el Campeonato Pan-Pacífico de Natación, en los años 2014 y 2018.
Estudió Comunicación en Inglés en la Universidad Toyo. Entre 2019 y 2024 estuvo casado con la cantante miwa.

## Palmarés internacional
| Juegos Olímpicos                    | Juegos Olímpicos        | Juegos Olímpicos  | Juegos Olímpicos |
| Año                                 | Lugar                   | Medalla           | Prueba           |
| ----------------------------------- | ----------------------- | ----------------- | ---------------- |
| 2012                                | Londres (Reino Unido)   | Medalla de bronce | 400 m estilos    |
| 2016                                | Río de Janeiro (Brasil) | Medalla de oro    | 400 m estilos    |
| 2016                                | Río de Janeiro (Brasil) | Medalla de plata  | 200 m estilos    |
| 2016                                | Río de Janeiro (Brasil) | Medalla de bronce | 4 × 200 m libre  |
| Campeonato Mundial                  |                         |                   |                  |
| Año                                 | Lugar                   | Medalla           | Prueba           |
| 2013                                | Barcelona (España)      | Medalla de plata  | 400 m libre      |
| 2013                                | Barcelona (España)      | Medalla de plata  | 200 m estilos    |
| 2017                                | Budapest (Hungría)      | Medalla de plata  | 200 m estilos    |
| Campeonato Mundial en Piscina Corta |                         |                   |                  |
| Año                                 | Lugar                   | Medalla           | Prueba           |
| 2014                                | Doha (Catar)            | Medalla de oro    | 200 m estilos    |
| 2014                                | Doha (Catar)            | Medalla de plata  | 400 m estilos    |
| Campeonato Pan-Pacífico             |                         |                   |                  |
| Año                                 | Lugar                   | Medalla           | Prueba           |
| 2014                                | Gold Coast (Australia)  | Medalla de oro    | 200 m estilos    |
| 2014                                | Gold Coast (Australia)  | Medalla de oro    | 400 m estilos    |
| 2014                                | Gold Coast (Australia)  | Medalla de plata  | 200 m libre      |
| 2014                                | Gold Coast (Australia)  | Medalla de plata  | 400 m libre      |
| 2014                                | Gold Coast (Australia)  | Medalla de plata  | 4 × 200 m libre  |
| 2018                                | Tokio (Japón)           | Medalla de plata  | 400 m estilos    |
| 2018                                | Tokio (Japón)           | Medalla de bronce | 200 m estilos    |